# Joseph Wharton
Joseph Wharton, född 3 mars 1826 i Philadelphia i Pennsylvania, död 11 januari 1909 i Philadelphia i Pennsylvania, var en amerikansk affärsman.
Wharton är grundare till USA:s äldsta och främsta handelshögskola, Wharton School, som grundades år 1881 som en del av Ivy League-universitetet University of Pennsylvania.